# Projeto de João Kahir para o Plano Piloto de Brasília

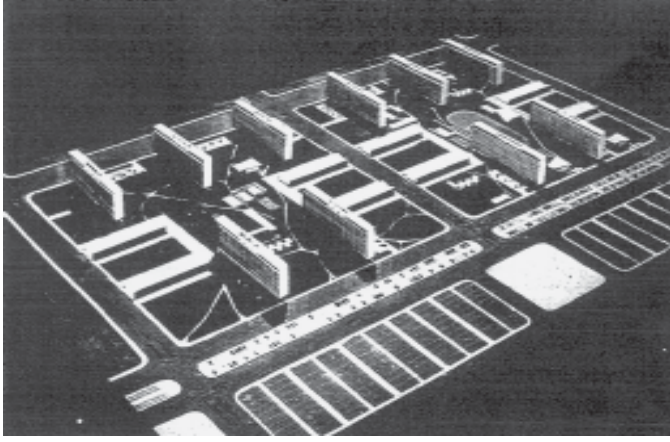
Projeto de João Kahir para o setor de habitações de Brasília.

O Projeto de João Kahir para o Plano Piloto de Brasília foi um dos 26 esboços de construção da atual capital do Brasil participantes do Concurso para o Plano Piloto de Brasília, realizado em 1957, que determinava uma infraestrutura em dois eixos, sendo o projeto do arquiteto paulista João Kahir baseado nos preceitos modernos de habitação, com blocos residenciais sobre pilotis e casas ao redor de áreas de lazer e áreas livres, tendo como foco evitar as diferenças de classes, distribuindo toda a população em áreas semelhantes e moradias padronizadas.
João Kahir, embora fosse um arquiteto renomado por diversas obras realizadas no Rio de Janeiro e também pelo projeto do Estádio Trapichão, antigo Estádio Rei Pelé, localizado em Maceió, não teve seu projeto de Plano Piloto de Brasília classificado entre os finalistas do referido concurso.

## Contexto

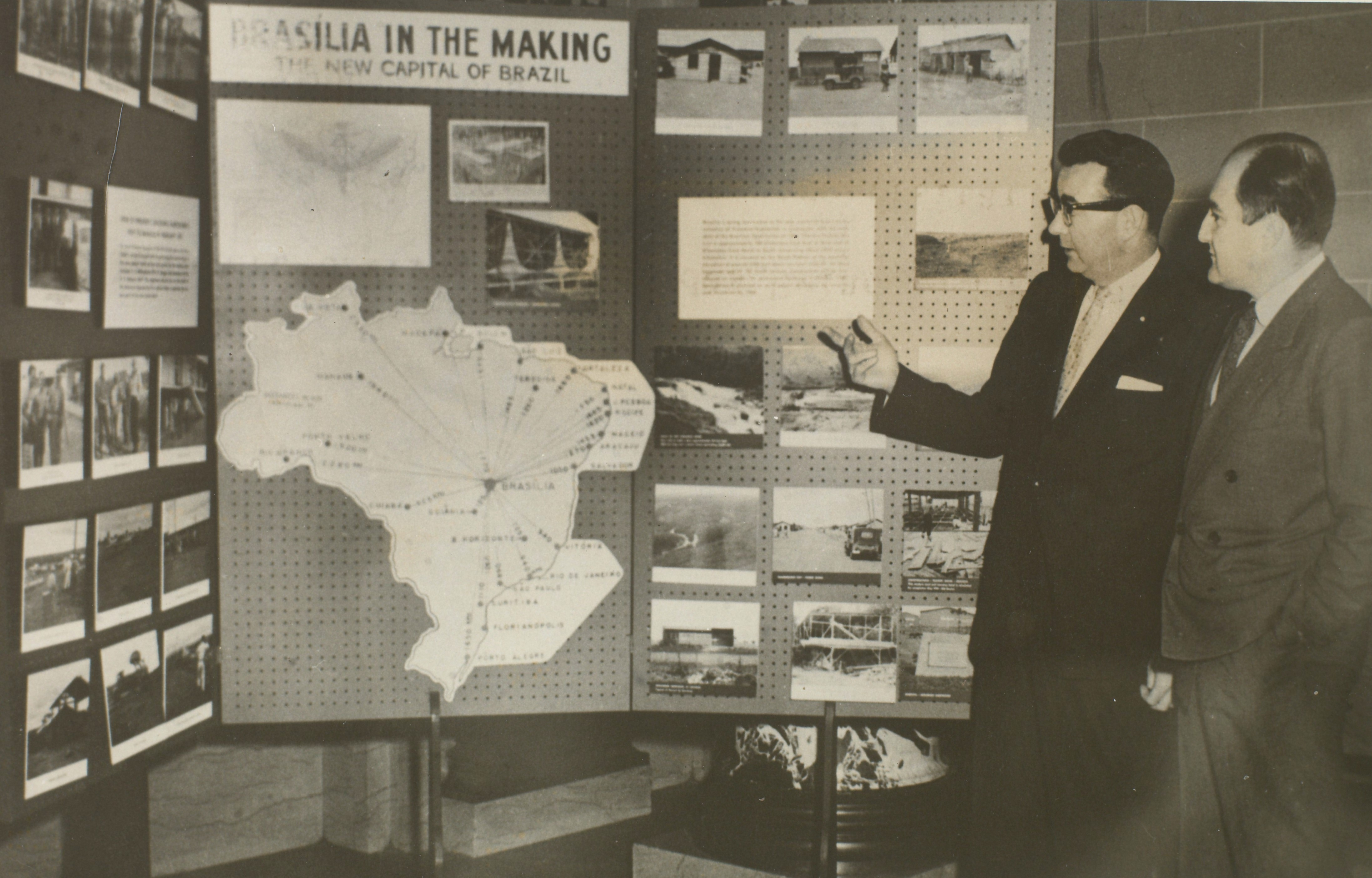
Exposição fotográfica dos planos de Brasília.

Em 1956, o então Presidente da República, Juscelino Kubitschek, que tinha como uma de suas principais metas de governo a transferência da capital federal do Rio de Janeiro para o Planalto Central e estava em seu primeiro ano de mandato, anunciou o Concurso para o Plano Piloto de Brasília, processo licitatório este que teve edital publicado no Diário Oficial da União, no dia 30 de setembro daquele ano e foi organizado pela Comissão de Planejamento da Construção e da Mudança da Capital Federal, comissão criada por Kubitschek após Oscar Niemeyer, arquiteto de sua confiança, recusar-se a realizar o projeto urbanístico, optando e se responsabilizando apenas pelo planejamento arquitetônico das edificações.
As condições e normas previstas no documento compreendiam a participação exclusiva de pessoas físicas ou jurídicas domiciliadas no país, regularmente habilitadas para o exercício da engenharia, da arquitetura e do urbanismo e um plano de cidade, transcrito em papel com tinta e cópia heliográfica, contendo um traçado básico, indicando a disposição dos principais elementos da estrutura urbana, projetada para quinhentas mil pessoas em uma área de cinco mil quilômetros quadrados, com um relatório de justificativa dos cálculos e do esquema cartográfico.
Ao todo, foram realizadas 62 inscrições no concurso, entre pessoas físicas e jurídicas, sendo a maioria esmagadora de pessoas físicas, das quais algumas se dividiram em equipes para a idealização das propostas, que totalizaram 26 anteprojetos. O plano de João Kahir foi feito individualmente e estava cadastrado como o anteprojeto de número 18.

## Proposta
O projeto de João Kahir para o Plano Piloto de Brasília foi baseado na arquitetura moderna do século XX. Sua proposta compreendia a construção de blocos residenciais sobre pilotis e a edificação de casas padronizadas ao redor de áreas livres e áreas de lazer. 
A construção de blocos residenciais, moradias coletivas verticais, seria realizada sobre pilotis, grelha de pilares ou colunas em um pavimento térreo que sustentam uma edificação. Tal ideia teria a finalidade de evitar segregacões sociais. 
Em contrapartida, as casas, residências individuais horizontais, ficariam distribuídas ao redor de superquadras com áreas livres e áreas de lazer, sendo que todas essas casas teriam um padrão homogêneo, enfatizando ainda mais o foco de João Kahir em prevenir as diferenças de classes.

## Decisão do júri
O júri do concurso, composto por dois representantes da Companhia Urbanizadora da Nova Capital do Brasil (Novacap), um representante do Instituto de Arquitetura do Brasil, um representante do Clube de Engenharia e dois urbanistas estrangeiros, deveria selecionar dez finalistas, embora somente os cinco primeiros classificados fossem receber premiações, sendo um milhão de cruzeiros para o primeiro lugar, quinhentos mil cruzeiros para o segundo lugar, quatrocentos mil cruzeiros para o terceiro lugar, trezentos mil cruzeiros para o quarto lugar e duzentos mil cruzeiros para o quinto lugar. O resultado foi divulgado no Diário Oficial da União no dia 25 de março de 1957, sendo eleito vencedor o projeto do arquiteto e urbanista Lúcio Costa, proposta que se caracterizava, principamente, por um Eixo Rodoviário e um Eixo Monumental, e foi executada. Já o projeto de João Kahir sequer ficou entre os dez finalistas.